# فرودگاه رادوژنی
 فرودگاه رادوژنی (به انگلیسی: Raduzhny Airport) یک فرودگاه همگانی با کد یاتا RAT است که یک باند فرود آسفالت دارد و طول باند آن ۲۷۲۰ متر است. این فرودگاه در شهر رادوژنی در کشور روسیه قرار دارد و در ارتفاع ۷۴ متری از سطح دریا واقع شده است.